# 75
Glej tudi: število 75
75 (LXXV) je bilo navadno leto, ki se je po julijanskem koledarju začelo na nedeljo.

## Dogodki
- 1. januar